# Haptoderodes convexus
Haptoderodes convexus is een keversoort uit de familie van de loopkevers (Carabidae). De wetenschappelijke naam van de soort werd voor het eerst geldig gepubliceerd in 1986 door S.L. Straneo.